# UFC Bantamweight Championship
Prima del 16 dicembre 2010, Dominick Cruz era il campione dei pesi gallo WEC. In seguito alla fusione tra UFC e WEC, fu promosso a campione indiscusso dei pesi gallo UFC.

## Bantamweight championship (da 57 a 61 kg)
| Nome | Data                                 | Luogo                     | Difese |
| --- | ------------------------------------ | ------------------------- | --- |
| Dominick Cruz | 16 dicembre 2010 (WEC 53)            | Glendale, Stati Uniti     | - batté Urijah Faber a UFC 132 il 2 luglio 2011 - batté Demetrious Johnson a UFC Live: Cruz vs. Johnson il 1º ottobre 2011                                             |
| Renan Barão batté Urijah Faber per il titolo ad interim                                                                             | 21 luglio 2012 (UFC 149)             | Calgary, Canada           | - batté Michael McDonald a UFC on Fuel TV 7 il 16 febbraio 2013 - batté Eddie Wineland a UFC 165 il 21 settembre 2013                                                  |
| Cruz rese vacante il titolo il 6 gennaio 2014 in quanto a causa dei continui infortuni non fu più in grado di difendere la cintura. |                                      |                           | |
| Renan Barão promosso a campione indiscusso                                                                                          | 6 gennaio 2014                       | -                         | - batté Urijah Faber a UFC 169 il 1º febbraio 2014 |
| T.J. Dillashaw | 24 maggio 2014 (UFC 173)             | Las Vegas, Stati Uniti    | - batté Joe Soto a UFC 177 il 30 agosto 2014 - batté Renan Barão a UFC on Fox 16 il 25 luglio 2015                                                                     |
| Dominick Cruz (2) | 17 gennaio 2016 (UFC Fight Night 81) | Boston, Stati Uniti       | - batté Urijah Faber a UFC 199 il 4 giugno 2016 |
| Cody Garbrandt | 30 dicembre 2016 (UFC 207)           | Las Vegas, Nevada         | - batté Dominick Cruz a UFC 207 il 30 dicembre 2016 |
| T.J. Dillashaw (2) | 4 novembre 2017 (UFC 217)            | New York, Stati Uniti     | - batté Cody Garbrandt a UFC 227 il 4 agosto 2018 |
| Dillashaw rese vacante il titolo il 20 marzo 2019 a causa di positività al test anti-droga.                                         |                                      |                           | |
| Henry Cejudo batté Marlon Moraes | 8 giugno 2019 (UFC 238)              | Chicago, Stati Uniti      | - batté Dominick Cruz a UFC 249 il 9 maggio 2020 |
| Cejudo rese vacante il titolo il 9 maggio 2020 dopo che ha annunciato il suo ritiro.                                                |                                      |                           | |
| Petr Yan batté José Aldo | 12 luglio 2020 (UFC 251)             | Yas Island, Emirati Arabi | |
| Aljamain Sterling | 6 marzo 2021 (UFC 259)               | Las Vegas, Stati Uniti    | - batté il campione ad interim Petr Yan a UFC 273 il 9 aprile 2022 - batté T.J. Dillashaw a UFC 280 il 22 ottobre 2022 - batté Henry Cejudo a UFC 288 il 6 maggio 2023 |
| Petr Yan batté Cory Sandhagen per il titolo ad interim                                                                              | 30 ottobre 2021 (UFC 267)            | Abu Dhabi, Emirati Arabi  | |
| Sean O'Malley | 19 agosto 2023 (UFC 292)             | Boston, Stati Uniti       | - batté Marlon Vera a UFC 299 il 9 marzo 2024 |
| Merab Dvalishvili | 14 settembre 2024 (UFC 306)          | Las Vegas, Stati Uniti    | - batté Umar Nurmagomedov a UFC 311 il 18 gennaio 2025 - batté Sean O'Malley a UFC 316 il 7 giugno 2025                                                                |